# Лапанаанткарі
Лапанаанткарі (груз. ლაფანაანთკარი) — село в Грузії.
За даними перепису населення 2014 року в селі проживає 67 осіб.